# Уральська сільська рада (Учалинський район)
Ура́льська сільська рада (рос. Уральский сельский совет) — муніципальне утворення у складі Учалинського району Башкортостану, Росія. Адміністративний центр — село Уральськ.

## Населення
Населення — 2057 осіб (2019, 2462 в 2010, 2721 в 2002).

## Склад
До складу поселення входять такі населені пункти:
| Населений пункт       | Населення, осіб (2002) | Населення, осіб (2010) |
| --------------------- | ---------------------- | ---------------------- |
| Базаргулово, присілок | 63                     | 47                     |
| Істамгулово, присілок | 318                    | 278                    |
| Ішкіново, присілок    | 235                    | 186                    |
| Октябрськ, присілок   | 249                    | 234                    |
| Уральськ, село        | 1856                   | 1717                   |